# Sasando

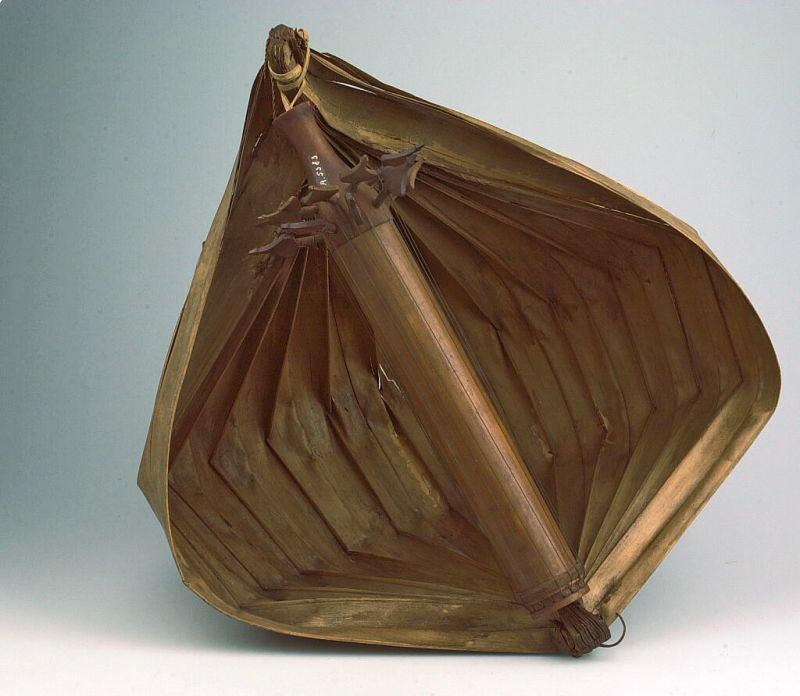
Sasando.

Sasando es una cadena de música tradicional nativa instrumento de arpa de la isla de Rote de East Nusa Tenggara, Indonesia. Una tradición del siglo VII de las islas del sureste de Indonesia

## Origen
El nombre "Sasando" se deriva del dialecto Rote "sasandu" significa "vibración" o "sonaba instrumento". Se cree que el Sasando ya se ha sabido que las personas Rote desde el siglo séptimo.

## Componente
La parte principal de la Sasando es un tubo de bambú que sirve como el marco del instrumento. Rodeando el tubo es de varias piezas de madera que actúa como cuñas donde las cadenas se extendían desde la parte superior a la parte inferior. La función de las cuñas es mantener las cuerdas más alta que la superficie del tubo, así como para producir varias longitudes de cadenas para crear diferentes notaciones musicales. El tubo de bambú cuerda está rodeado por un ventilador de bolsa de lontar seca o palmira hojas, que funciona como el resonador del instrumento. El Sasando se juega con las dos manos llegando a las picaduras del tubo de bambú a través de la apertura en la parte delantera. Los dedos del jugador después pulsar las cuerdas de una manera similar a jugar un arpa o Kacapi.

## Sasando en México

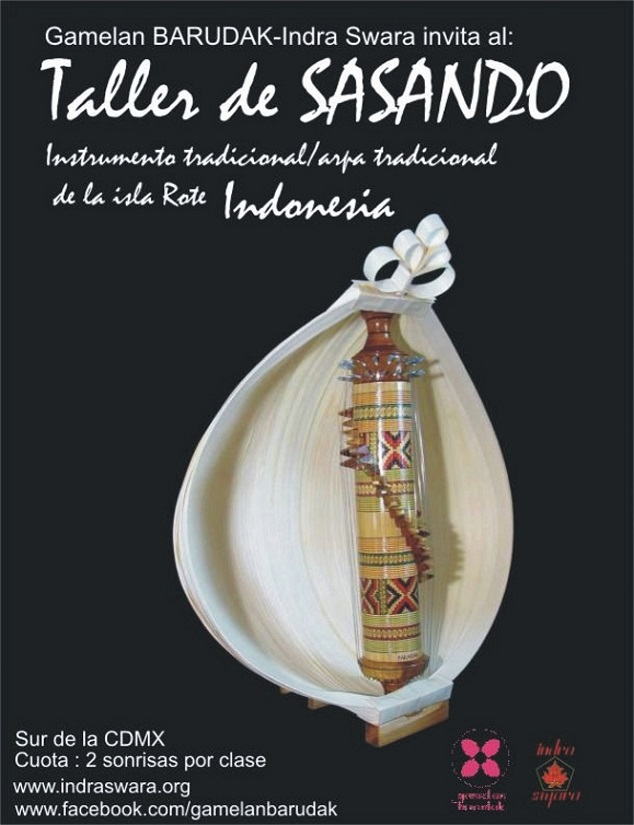
Sasando en México.

Data del año 2015 cuando un artista de sasando, Jack Bullan, visitó México para promover el instrumento. Desde entonces por lo menos hay tres de estos instrumento en México: uno en la Embajada de Indonesia y otros dos pertenecen al grupo Indra Swara, promotor del arte y la cultura de Indonesia en México.